# Syntaza glikogenowa

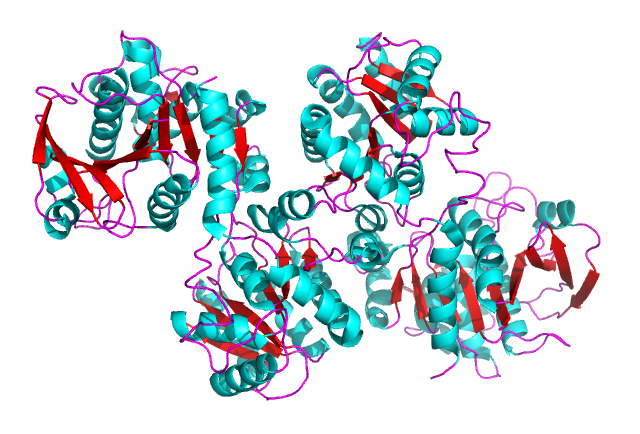
Struktura krystaliczna syntazy glikogenowej 1 Agrobacterium tumefaciens, zgodnie z badaniami Buschiazzo i współpracowników z 2004

Syntaza glikogenowa – enzym uczestniczący w syntezie glikogenu.

Ilustracja przedstawia schemat budowy cząsteczki glikogenu. Na zielono zaznaczono występujące w nim wiązania glikozydowe. W środku na dole widać wiązanie α-1-4-glukozydowe – właśnie to wiązanie tworzone jest z udziałem syntazy glikogenowej. Natomiast widoczne po prawej wiązanie 1-6-glukozydowe tworzone jest za pomocą enzymu rozgałęziającego

Glikogen jest rozgałęziony wielocukrem, magazynowanym w organizmie żywym zwierzęcia jako materiał zapasowy. Odkładane są w ten sposób reszty monosacharydów, dokładniej izomeru D glukozy, połączone wiązaniami α-glikozydowymi pomiędzy atomami węgla 1 i 4 oraz – rzadziej – 1 i 6. Związek ten magazynowany jest w wątrobie i w mięśniach, a nieprawidłowości procesu jego syntezy prowadzić mogą do chorób spichrzania glikogenu.
Na szlaku syntezy glikogenu działają takie enzymy, jak glukokinaza i heksokinaza, fosforylujące glukozę, a także fosfoglukomutaza, przekształcająca 6-fosforan glukozy w jej 1-fosforan, łączony z urydyno-5′-trifosforanem w urydynodifosfoglukozę, co katalizuje pirofosforylaza UDPGlc. Reakcja polega na aktywacji glukozy (to znaczy na wytworzeniu jej bardziej wysokoenergetycznego metabolitu, uczestniczącego w kolejnej reakcji). Związek ten stanowi substrat reakcji katalizowanej przez syntazę glikogenową.
Właściwa reakcja przeprowadzana przez syntazę glikogenową zachodzi na pierwszym atomie węgla, tak zwanym anomerycznym atomie węgla łańcucha glukozy przekształconej w UDPGlc, który musi przereagować z czwartym atomem węgla w innej cząsteczce glukozy. Pod względem chemicznym reakcja ta polega na reakcji hemiacetalu z grupą hydroksylową, w wyniku czego powstaje acetal. W wyniku kondensacji cząsteczki hemiacetalu będącego cukrem z innym związkiem powstaje glikozyd, a nowo tworzone wiązanie, będące szczególnym przypadkiem wiązania acetalowego, nazywane jest wiązaniem glikozydowym, w tym wypadku glukozydowym, bo tworzy je cząsteczka glukozy. W reakcji tej nie bierze jednak udziału wolna cząsteczka glukozy – reszta glukozy zostaje dołączona do primera glikogenowego. Na samym początku syntezy jego rolę pełni jednak primer białkowy w postaci glikogeniny. Białko to posiada na swej reszcie tyrozylowej miejsce, które podlega glukozylacji, czyli wiązaniu reszt glukozy poprzez reakcję z urydynodifosfoglukozą. Wtedy mogą już zachodzić reakcje tworzenia wiązań 1-4-glikozydowych pomiędzy resztami glukozy. Tworzy się krótki łańcuch cukrowy. Istnieje więc już primer glikogenowy, stanowiący substrat dalszych reakcji, polegających na wydłużaniu łańcucha.
Syntaza glikogenowa posiada dwie formy różniące się aktywnością. Syntaza a glikogenowa stanowi aktywny enzym. Jest ona zdefosforylowana. Natomiast jej fosforylacja powoduje przekształcenie w nieaktywną formę syntazy b glikogenowej. W regulacji tego procesu uczestniczy 6 różnych kinaz białkowych, w tym dwie zależne od powiązanej z wapniem kalmoduliny.
Oprócz syntazy glikogenowej w tworzeniu cząsteczki glikogenu udział bierze także enzym rozgałęziający, tworzący rozgałęzienia na łańcuchu glikogenu (wiązania glikozydowe pomiędzy atomami węgla 1 i 6).
Niedobór syntazy glikogenowej wiąże się  hipoglikemią, hiperketonemią i prowadzi do wczesnego zgonu.